# Einheit (Schiff, 1873)
Der Raddampfer Einheit wurde 1873 in der Schiffswerft Blasewitz gebaut. Das Schiff wurde unter dem Namen Germania mit der Baunummer 13 auf Kiel gelegt und am 25. Mai 1873 in Dienst gestellt. Es war das dritte Schiff mit diesem Namen. 1928 wurde es in Lössnitz umbenannt. Im Jahr 1950 erhielt es den Namen Einheit.

## Die Zeit bis 1945

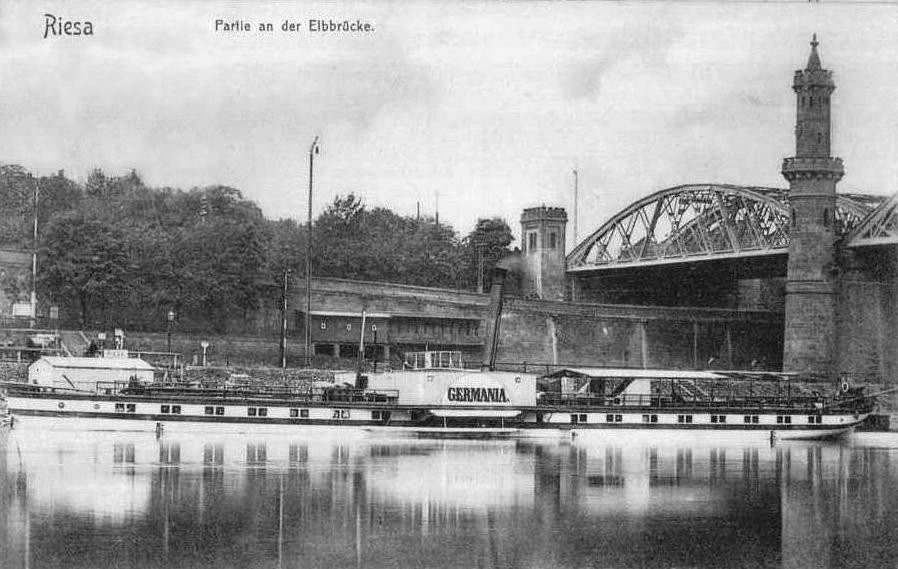
Raddampfer Germania vor der Riesaer Eisenbahnbrücke

Nach der Indienststellung im Jahr 1873 fuhr der Glattdeckdampfer bis 1923 für die Sächsisch-Böhmische Dampfschiffahrts-Gesellschaft (SBDG). Nach der Einstellung des Geschäftsbetriebes fuhr das Schiff für die 1923 neu gegründete Sächsisch-Böhmische Dampfschiffahrt, Aktiengesellschaft (SBDA). Der ab 1926 übliche weiße Anstrich der Schiffe brachte ihr den Namen Weiße Flotte ein. Bis zum Bau der König Albert im Jahr 1885 war es mit 114 Tonnen Verdrängung das größte Schiff der Gesellschaft. 
1893/94 erhielt das Schiff einen neuen 2-Flammrohrkessel der Schiffswerft Übigau der  Deutsche Elbschiffahrts-Gesellschaft, Kette.
Im Winter 1926/27 wurde eine Dampfsteuermaschine der  Dresdner Maschinenbau und Schiffswerft Uebigau AG mit der Baunummer 1829 eingebaut. Das Schiff erhielt dazu ein neues Steuerhaus. Weiterhin wurde eine elektrische Beleuchtung installiert. Zwischen den Radkästen wurde ein kleiner Vorderdecksalon eingebaut.
Am 1. Mai 1928 kam es bei Merschwitz zum Bruch der Mittelwelle.
Im Winter 1928/29 erhielt es den weißen Anstrich und ging unter dem neuen Namen Lössnitz in Fahrt.
Am 14. Juli 1930 schlug das Schiff nach einer Grundberührung auf Grund von Niedrigwasser bei Postelwitz leck.
Am 14. Mai 1932 kam es erneut zum Bruch der Mittelwelle.
Am 29. Juli 1933 wurde das Schiff in Pirna-Posta bei einem Unwetter durch einen Tornado auf den Hafendamm geschleudert und schwer beschädigt. Die Lössnitz sank daraufhin. Nach einer Notreparatur wurde es von der Bad Schandau in die Werft geschleppt.
Im April 1944 wurde es zum Küchen- und Verpflegungsschiff der Wehrmacht umgebaut und mit einem Tarnanstrich versehen.

## Die Zeit nach 1945

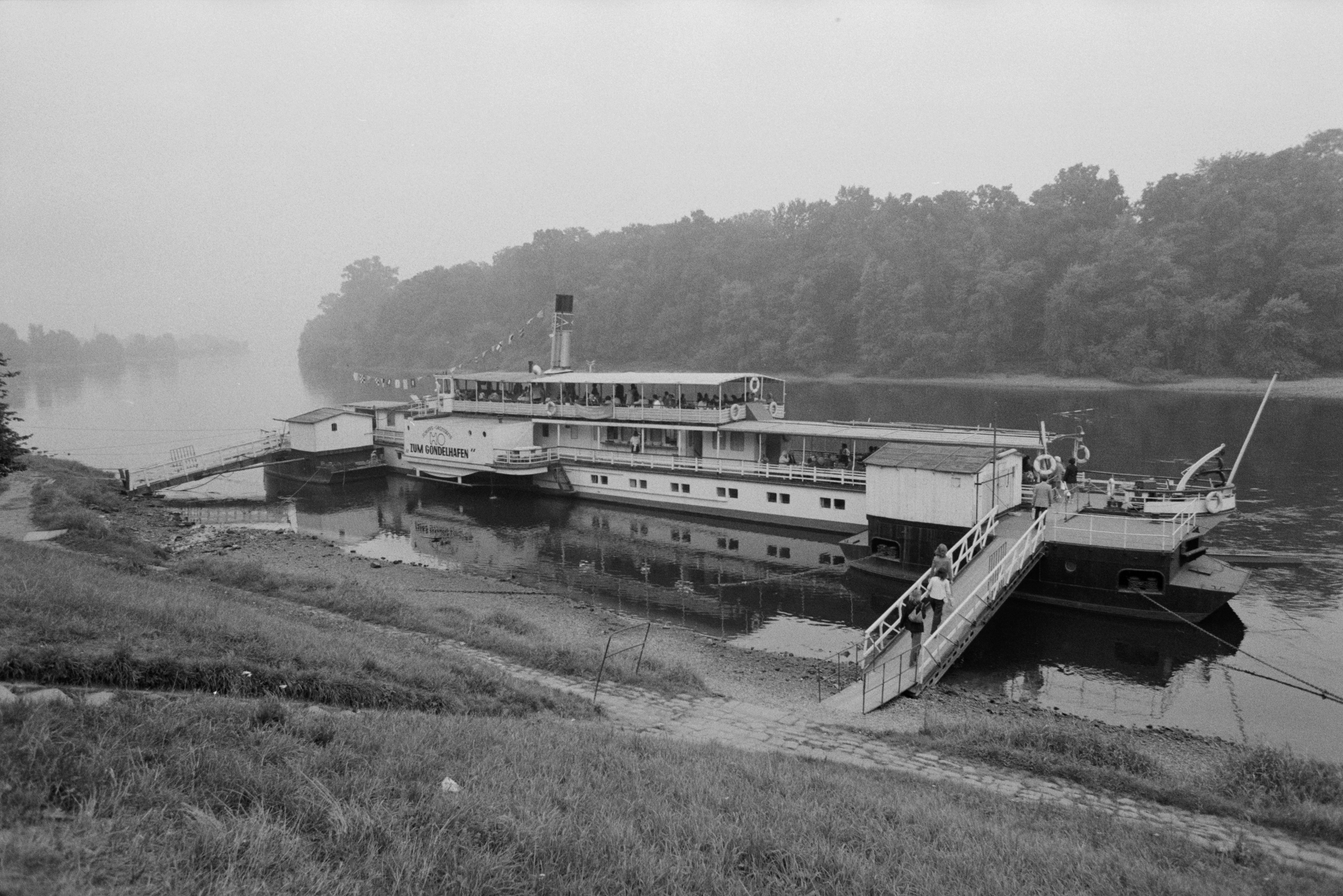
Die Zum Gondelhafen 1975

Nach dem Ende des Zweiten Weltkrieges erfolgte ein Rückbau der Kücheneinrichtung und das Schiff ging noch mit Tarnanstrich wieder in Fahrt.
Die SBDA wurde am 1. Februar 1947 in Volkseigentum überführt und erhielt den Namen VEB Elbeschiffahrt Sachsen. Von 1950 bis 1957 gehörte sie zum VEB Deutsche Schiffahrts- und Umschlagszentrale (DSU). Nach deren Auflösung entstand 1957 der VEB Fahrgastschiffahrt und Reparaturwerft Dresden und ab 1967 der VEB Fahrgastschiffahrt Dresden.
1950 erfolgt die Generalüberholung von Schiff und Maschine. Zusätzlich wurde ein Oberdeck aufgebaut. Danach ging das Schiff unter dem neuen Namen Einheit in Fahrt. 1955/56 wurde das Schiff um 3 m verlängert. Es erfolgten der Aufbau eines hinteren Decksalons und die Verlängerung des Oberdecks. 1957/58 erhielt das Schiff ein neues Kesselhaus. Gleichzeitig wurde die Elektroanlage erneuert. 1968 wurde ein neues Steuerhaus aufgebaut.
Im Jahr 1973 beging das Schiff als zweites Schiff der Gesellschaft nach der Freundschaft sein 100-jähriges Dienstjubiläum. In dieser Zeit legte es eine Strecke von ca. 1,5 Millionen Kilometern zurück. Das bedeutet, sie hat äquivalent zu ihrer Fahrleistung 37 Mal den Äquator umrundet. Die Pläne, das Schiff auf einen diesel-elektrischer Antrieb umzustellen, wurden nicht umgesetzt. Am 12. Juli 1974 kam es zu einem Kesselschaden und das Schiff wurde außer Dienst gestellt.
Das Schiff wurde von der HO gekauft und ab dem 16. Juli 1974 als schwimmende Gaststätte in Pillnitz eingesetzt. 1975 wurde es in Zum Gondelhafen umbenannt und lag zeitweise am Terrassenufer in Dresden. Zum Jahresende wurde der Gaststättenbetrieb eingestellt und das Schiff ab 1976 im Hafen Dresden-Neustadt abgestellt. Offensichtlich gab es Bemühungen, das Schiff zu verkaufen. Ab 1977 war die Deutsche Binnenreederei Berlin neuer Eigentümer. Im Hintergrund stand hier die ASIMEX (Asbeck Import Export) Berlin, eine Tochterfirma der KoKo. Allerdings war dem Bemühen kein Erfolg beschieden. 1978 wurde das Schiff wieder in Einheit umbenannt. Am 26. Januar 1983 wurde das Schiff mit dem Schubschiff Sch 2523 (heute Domarin 10) des VEB Binnenreederei Berlin nach Aken verbracht und ab dem 11. März 1983 abgewrackt. Offiziell blieben keine Teile erhalten.

## Die Dampfmaschine
Die Dampfmaschine war eine oszillierende Hochdruck-Zweizylinder-Verbund-Dampfmaschine mit Einspritzkondensation. Gebaut wurde sie von der Schweizer Maschinenbauanstalt Escher Wyss & Co. in Zürich. Die Leistung betrug 240 PS. Eingebaut war ein 2-Flammrohr-Kofferkessel mit 5 atm Dampfdruck. 1894 wurden der Kessel durch einen 2-Flammrohr-Kofferkessel mit 5 atm Dampfdruck der Kette, Deutsche Elbschiffahrts-Gesellschaft ersetzt.

## Kapitäne des Schiffes
- Carl Protze 1874
- Carl Friedrich Klemm 1875–1887
- Gustav Adolf Thieme 1888–1894
- Friedrich August Müller 1895–1896
- Franz Lauzecky 1897
- Carl Hermann Jahn 1898
- Arno Julius Junghans 1899
- Friedrich August Winkler 1900–1901
- Friedrich August Kühnel 1902–1903
- Karl Eduard Viehrig 1904–1920